# История на християнството
Историята на християнството се отнася до християнската религия, християнските страни и църквата с нейните различни деноминации, от I век до наши дни.
Християнството води началото си от учението на Иисус Христос, еврейски проповедник и лечител, който провъзгласява предстоящото Божие царство и е разпънат около 30 – 33 г. в римската провинция Юдея. Неговите последователи вярват, че според Евангелията той е бил Божият Син, умрял за изкупление на греховете на хората, бил е възкресен от мъртвите и възвишен от Бога и скоро ще се върне в началото на Божието царство.
Най-ранните последователи на Исус са юдео-християни, вярващи в Апокалипсиса. През първите два века от християнската ера допускането на неевреи в развиващата се раннохристиянска църква предизвиква разкол между юдаизма и евреите – последователи на християнството. През 313 г. император Константин I издава Миланския едикт, провъзгласяващ християнството като равноправна с другите религии. През 380 г. със Солунския едикт Римската империя официално приема тринитарното християнство като своя държавна религия и то се утвърждава като преобладаваща религия. Христологичните дебати за човешката и божествена природа на Исус занимават християнската църква в продължение на два века и за да разрешат тези дебати са свикани седем вселенски събора. Арианството е осъдено на Първия събор в Никея (325 г.), който подкрепя доктрината на Светата Троица, изложена в Никейския символ на вярата.
През Ранното средновековие мисионерските пътувания разпространяват християнството на запад сред германските народи. През Развитото средновековие източното и западното християнство се разделят, което води до схизма между Изтока и Запада от 1054 година. Нарастващата критика към римокатолическата еклисиологична структура и поведението на нейните представители води до възникването на протестантското движение от XVI век и разцепването на западното християнство. През епохата на Ренесанса християнството започва да се практикува по целия свят успоредно с разпространението с колониализма. Днес по света има повече от два милиарда християни и християнството се е превърнало в най-голямата световна религия. През XX век влиянието на християнството намалява на Запад, но бързо нараства на Изток: в Китай, Южна Корея, както и в голяма част от Субсахарска Африка.

## Произход

### Еврейско-елинистически произход
Религиозният климат на Юдея от I век е разнообразен, с многобройни юдейски секти. Древният историк Йосиф Флавий описва четири видни групи в юдаизма по това време: фарисеи, садукеи, есеи и зилоти. Това довежда до размирици и през I в. пр. н. е. и I в от новата ера. Има множество харизматични религиозни водачи, допринасящи за това, което ще се превърне в Мишна на равинския юдаизъм, включително Йоханан бен Закай и Ханина бен Доса. Еврейското месианство и еврейската концепция за месия се коренят в апокалиптичната литература от 2 до 1 век пр. н. е., обещавайки бъдещ „помазан“ водач (месия или цар) от линията на Давид да възкреси израилтянското Божие царство, покорено от чужди владетели по това време.

### Проповеди на Исус
Основните източници на информация относно живота и учението на Исус са четирите канонични евангелия и в по-малка степен „Деянията на апостолите“ и посланията на апостол Павел. Според Евангелията Исус е бил еврейски учител и лечител, който е бил разпнат на кръст около 30 – 33 г. сл. Хр. Неговите последователи вярват, че той е Божи син и е живял, умрял и е бил възкресен за изкупление на човешките грехове.

## Ранно християнство (ок. 31/33 – 324 г.)
Църковните историци смятат, че ранното християнство започва с проповедите на Исус (около 27 – 30 г.) и завършва с Първия Никейски събор (325 г.). Обикновено се разделя на два периода: Апостолска епоха (ок. 30 – 100, когато първите апостоли са били все още живи) и пред-Никейски период (ок. 100 – 325).

### Апостолска епоха
Апостолската епоха е кръстена на апостолите и тяхната мисионерска дейност. Тя има специално значение в християнската традиция като епоха на преките ученици на Исус. Апостолските отци много държали евангелието, което разгласяват, да бъде съвсем точно.
Най-ранните последователи на Иисус Христос са еврейски християни, вярващи в Апокалипсиса, като евионитите и раннохристиянската общност в Йерусалим, водени от Яков Праведни, полубрат на Исус. Те се наричат „ученици Господни“ и „следовници на Пътя“, а общността от ученици в Антиохия са първите вярващи, наречени християни. Около 40 г. от н.е. Антиохия е център на новата вяра, а из цялата Римска империя съществуват няколко хиляди християни:с. 85. Някои от ранните християнски общности привличат неевреи, които частично приемат юдаизма и посещават еврейски синагоги. Включването им създава проблем, тъй като те не спазват напълно корпуса от юдейски религиозни закони Халаха. По този повод се провежда Апостолският събор от 51 г., който става прототип на бъдещите църковни събори. На него се разрешава на неевреите, които искат да приемат християнството, да не спазват юдейските обичаи.
Римските власти скоро осъзнават, че това не е просто вариант на юдаизма, а отделна религия. Християните не са освободени от задължението да почитат божествеността на императора като евреите, и тъй като религията им забранява да почитат друг бог, римските власти започват да ги преследват, защото нарушават закона. След юдейското въстание през 66 г., дало начало на Първата юдейско-римска война, християните са прогонени от Палестина заедно с евреите и разселени. Започва интернационализиране на християнизацията, а преследванията се ожесточават. Много от юдео-християнските водачи са хвърляни на лъвовете на цирковите арени или изгаряни живи:с. 89. Ранното християнство бавно се разпространява сред общностите на говорещите арамейски народи по източното крайбрежие на Средиземно море, а също и във вътрешните части на Римската империя и извън нея, в Партската империя и по-късната Сасанидска империя, включително в Месопотамия.
Савел от Тарс, станал известен като апостол Павел, който като фарисей отначало преследвал ранните еврейски християни, след това се покръства и започва своята мисия сред неевреите. Основната грижа на писмата на Павел, наричан „апостол на езичниците", е включването на езичници в Божия Нов завет, като се счита, че вярата в Христос е достатъчна за праведност. Поради това през първите два века на новата ера ранното християнство променя характера си и постепенно се отделя от юдаизма и еврейското християнство.
Основен исторически източник на сведения за апостолската епоха са „Деянията на апостолите“, но историческата му точност е съмнителна, а и покритието му е частично, като се фокусира (особено от Деяния 15:36 нататък) върху проповедите на апостол Павел и завършва около 62 г. с поставянето му под домашен арест в Рим. Сведения за ранните вярвания се съдържат в Евангелията и новозаветните послания и са отразени в химни и разкази за Страстите Христови, празната гробница на Христос и Възкресението.

### Предникейски период
Предникейският период е периодът след Апостолската епоха до Първия Никейски събор през 325 г. Към началото на никейския период християнската вяра се е разпространила в Западна Европа и Средиземноморския басейн, както и в Северна Африка и на Изток. От първите християнски общности израства официална църковна институция и се развиват различни християнски доктрини. Християнството се отделя от юдаизма, създавайки собствена идентичност чрез все по-ясно отхвърляне на юдаизма и еврейските ритуали.

#### Развитие на църковната структура
Броят на християните нараства с приблизително 40% на десетилетие през първи и втори век. В следапостолската църква постепенно се появява йерархия на духовенството, тъй като надзирателите на градското християнско население приемат титлите епископи (episkopoi – надзиратели) и презвитери (presbyter – старейшина, оттам priest – свещеник) и след това дякони (слуги). Но това става бавно и по различно време на различните места. Климент I, епископ на Рим от 1 век, нарича в посланието си до коринтяните водачите на коринтската църква епископи и презвитери и те са взаимозаменяеми. Авторите на Новия завет също използват термините „надзирател“ и „старейшина“ взаимозаменяемо и като синоними.
Духовенството проповядва и извършва светите тайнства като кръщене и евхаристия и е длъжно да се грижи за бедните. Във всеки град висшият християнски духовник – епископът – има специална власт: той кореспондира с другите църкви и присъства на ръкополагането на нови епископи като представител на своята общност и като символ на универсалността и единството на църквата. Организацията на църквата е проста – тя се състои от множество равнопоставени епископи, но остава нелегална организация.

#### Форми на християнството
В предникейския период се наблюдава възникване на голям брой християнски секти, култове и движения със силни обединяващи характеристики, които липсват в апостолския период. Те имат различни тълкувания на Писанието, особено по отношение на божествеността на Исус и природата на Света Троица. Тези вариации не могат да се категоризират стриктно, тъй като различните форми на християнството си взаимодействат по сложен начин, като формират динамичния му характер през тази епоха. Следапостолският период е разнообразен както по отношение на вярванията, така и по отношение на практиките. В допълнение към широкия спектър от общи клонове на християнството, се наблюдава постоянна промяна и многообразие, което води както до междуособици, така и до синкретично приемане.

#### Развитие на библейския канон
Към края на I век посланията на Павел вече циркулират в събрана форма. Към началото на III век съществува набор от християнски писания, подобни на настоящия Нов Завет, въпреки че все още има спорове за каноничността им. Към IV век на Запад вече съществува единодушие относно канона на Новия Завет а към V век Изтокът, с малки изключения, е приел Книгата на Откровението и по този начин е постигнал хармония по въпроса на канона.

#### Ранни православни писания
С разпространението на християнството негови членове стават хора от добре образовани кръгове на елинистическия свят; понякога стават и епископи. Те произвеждат два вида произведения, богословски и апологетични, като последните са произведения, насочени към защита на вярата чрез използване на разум, за да опровергаят аргументите срещу истинността на християнството. Тези автори са известни като отци на църквата и тяхното изучаване се нарича патристика. Сред забележителните ранни отци са Игнатий Антиохийски, Поликарп, Юстин мъченик, Ириней Лионски, Тертулиан, Климент Александрийски и Ориген.

#### Ранно изкуство
Християнското изкуство се появява относително късно и първите известни християнски изображения се появяват от около 200 г., въпреки че има някои литературни доказателства, че малки домашни изображения са били използвани и по-рано. Най-старите известни християнски картини са от римските катакомби, датиращи около 200 г., а най-старите християнски скулптури са от саркофази, датиращи от началото на III век.
Въпреки че изглежда, че много елинистични евреи са имали изображения на религиозни фигури, например в синагогата Дура-Европос, традиционната забрана за „издълбани образи“ несъмнено е запазила действието си, макар и никога да не се прокламира от богословите. Това ранно отхвърляне на изображенията и необходимостта да се скрие практикуването на християнството от преследване, обяснява малкото археологически находки за ранното християнство и неговата еволюция

#### Преследвания и узаконяване
До царуването на Деций през III век не е имало масово преследване на християните в рамките на цялата империя. Последното и най-сериозно преследване, организирано от властите, са Диоклециановите гонения, 303 – 311. Сердикийският едикт е издаден през 311 г. от римския император Галерий, и с него официално е прекратено преследването на християните в източната част на Римската империя. С приемането през 313 г. на Миланския едикт, с който римските императори Константин Велики и Лициний узаконяват християнската религия, преследването на християните спира в цялата империя.
Армения е първата страна, която възприема християнството като своя държавна религия. Това събитие традиционно се датира в 301 г., когато Григорий Просветител убеждава царя на Армения Тиридат III да приеме християнството.

## Късна античност (313 – 476)

### Влияние на Константин
Трудно е да се разбере доколко император Константин е приел християнството в онзи момент, но покръстването му е повратна точка за християнската църква. Той я подкрепя финансово, изгражда базилики, предоставя привилегии на духовенството (например освобождаване от определени данъци), повишава християните до някои високи длъжности и връща конфискуваната собственост. Константин играе активна роля в ръководството на Църквата. През 316 г. той действа като съдия в северноафрикански спор относно спора за донатизма. По-важното е, че през 325 г. той свика Никейския събор, първия вселенски събор. По този начин той създава прецедент за императора като отговорен пред Бога за духовното здраве на своите поданици и следователно със задължение да поддържа ортодоксията. Той трябва да наложи доктрина, да изкорени ереста и да поддържа църковното единство.
Наследникът на сина на Константин, неговият племенник Юлиан, под влиянието на своя съветник Мардоний се отказва от християнството и възприема неоплатонична и мистична форма на езичество, шокирайки християнската върхушка. Той започва да отваря езически храмове, като ги модифицира, за да наподобяват християнските традиции и възприема епископската структура и обществената благотворителност (по-рано неизвестни в римското езичество). Краткото управление на Юлиан приключва, когато той загива в битка с персите.

### Християнството като римска държавна религия
На 27 февруари 380 г. със Солунския едикт, издаден при управлението на Теодосий I, Грациан и Валентиниан II, Римската империя официално приема тринитарното християнство като своя държавна религия. Преди тази дата Констанций II и Валент лично са предпочитали арианската или полуарианската форма на християнството, но наследникът на Валент Теодосий I подкрепял тринитарната доктрина, изложена по-късно в Никейския символ на вярата.
След създаването си Църквата възприема епископската система, повтаряща организационните принципи на Империята: църковните подразделения са географски провинции, наречени епископства, които са същите като териториалните подразделения. По този начин епископите, които по традиция се намират в големите градски центрове, ръководят всяка епархия. Местоположението на епископа (патриарха) е негово „седалище“ или „патриаршия“. От V до IX век (т.нар. пентархия) пет патриаршии играят особена роля и „вселенски“ е само онзи събор, на който са представени и петте: Антиохийската, Александрийската, Йерусалимската, Римската и Константинополската. Престижът на повечето от тях се дължи отчасти на техните апостолски основатели, на които патриарсите се считат за духовни наследници. Въпреки че папата (епископът на Рим) все още се смята за пръв сред равни, Константинопол става втори по приоритет като новата столица на империята.
Теодосий I постановява, че всички, които не вярват в запазената „ортодоксална традиция“, като Света Троица, ще се считат за практикуващи незаконна ерес, и през 385 г. това води до произнасянето на първото смъртно наказание спрямо еретик, а именно Присцилиан.

### Арианството и първите вселенски събори
Популярна доктрина през 4 век е арианството, което учи, че Христос е различен от и е подчинен на Бог Отец. Въпреки че тази доктрина е осъдена като ерес и в крайна сметка елиминирана от Римската църква, нелегално тя остава популярна за известно време. В края на 4 век Вулфила, римски епископ и арианец, е назначен за първия епископ на готите, германски народи, нахлули в голяма част от Европа и разселили се по границите на и в рамките на империята. Вулфила разпространява арианското християнство сред готите и твърдо утвърждава вярата сред много германски племена, като по този начин спомага да се запазят културно различни.
До времето на свикване на първия вселенски църковен събор църквата се нарича „епископална“ и се състои от множество равнопоставени епископи. Първите събори се занимават най-вече с христологични спорове. Първият Никейски събор (325 г.) и Първият константинополски събор (381 г.) приключват с осъждане на арианските учения като ерес и създават Никейския символ на вярата.

### Несторианството и Сасанидската империя
В началото на V век, богословската школа в Едеса преподава христологично учение, според което божествената и човешката природа на Христос са различни личности. Особено следствие от тази идея е, че Богородица не може да бъде наречена правилно майка на Бог, а може да се счита само за майка на Христос. Най-широко известният привърженик на тази гледна точка е константинополският патриарх Несторий. Тъй като позоваването на Мария като Божията майка е популярно на много места, това поражда спор в Църквата.
Римският император Теодосий II свиква Трети вселенски събор в Ефес (431 г.), с намерение да разреши спора. В крайна сметка съборът отхвърля възгледа на Несторий. Много църкви, които следват несторианската гледна точка, се откъсват от Римската църква, причинявайки голям разкол. Несторианските църкви са преследвани и много техни последователи бягат в Сасанидската империя където са приети. В Сасанидската (персийската) империя живеят много християни, покръстили се в началото на нейната история и тясно свързани със сирийския клон на християнството. Империята има официална зороастрийска религия и налага стриктно придържане към нея, отчасти за да се разграничи от Римската империя (първоначално от езическата римска религия, а след това и от християнството). Въпреки това християнството се толерира в Сасанидската империя и тъй като Римската империя все повече прогонва еретиците през IV и VI век, християнската общност в Персия бързо се разраства. В края на V век Персийската църква е твърдо установена и независима от Римската църква. Тази църква еволюира в това, което днес е известно като Църква на Изтока.
През 451 г. се провежда Халкедонският събор за допълнително изясняване на христологичните въпроси, свързани с несторианството. В крайна сметка съборът заявява, че божествената и човешката природа на Христос са отделни, но и двете са част от едно цяло. Тази гледна точка обаче бива отхвърлена от много, предимно източни църкви, които се наричат нехалкедонски църкви и изповядват миафизитството. В резултат на тази схизма се създава общност на църкви, сред които са арменската, сирийската и египетската църкви. Въпреки че през следващите няколко века са положени усилия за помирение, разколът остава постоянен, което води до това, което днес е известно като древноизточни православни църкви (Oriental Orthodox Churches).

### Монашество
Монашеството е форма на аскетизъм при която дълбоко религиозният човек се отказва от светските стремежи и живее сам като отшелник или постъпва в затворена организирана общност от себеподобни. Корените на монашеството в Църквата могат да се търсят в библейските примери и идеали и в определени направления на юдаизма. Йоан Кръстител се възприема като архетип на монах, а монашеството е вдъхновено от организацията на апостолската общност, както е записано в Деяния 2: 42 – 47.
Монасите-еремити или отшелници живеят в уединение, докато киновитите живеят в общности, обикновено в манастир, по списък от правила (устав или практически кодекс) и се управляват от абат. Първоначално всички християнски монаси са отшелници, по примера на Антоний Велики. Необходимостта от някаква форма на организирано духовно ръководство кара Пахомий през 318 г. да организира многобройните си последователи в първия манастир. Скоро подобни институции са създадени в цялата египетска пустиня, както и в останалата част от източната половина на Римската империя. Жените са особено привлечени от движението. Централни фигури в развитието на монашеството са Василий Велики на Изток и Бенедикт Нурсийски на Запад, който създава известните правила на Свети Бенедикт, които се превръщат в най-често срещания монашески устав през Средновековието и отправна точка за други монашески правила.

## Ранно средновековие (476 – 799)
Преходът към Средновековието е постепенен и локален процес. В Западна Европа селските райони се издигат като центрове на властта съгласно феодалната система, докато влиянието на градските райони намалява. Въпреки че по-големият брой християни остава на Изток (гръцките райони), на Запад (латинските райони) се развиват важни събития и всяко от тях придобива отличителни форми. Римските епископи, папите, са принудени да се адаптират към драстично променящите се обстоятелства. Запазвайки само номинална преданост към императора, те са принудени да преговарят с „варварските владетели“, нахлуващи в бившите римски провинции. Църквата на Изток запазва своята структура и характер и се развива по-бавно.

### Западна мисионерска експанзия
Поетапната загуба на господство от страна на Западната Римска империя, заменено с германски кралства и федерати, съвпада с ранните мисионерски усилия в райони, които са извън контрола на рушащата се империя. Още през V век в резултат на мисионерска дейност от Римска Британия към келтските области Шотландия, Ирландия и Уелс се създават ранните традиции на келтското християнство, което по-късно е реинтегрирано към църквата в Рим. Изтъкнати мисионери са свети Патрик, Колумба и Колумбан. Англосаксонските племена, нахлули в Южна Британия след напускането на Рим, първоначално са езически, но биват покръстени в християнството от Августин Кентърбърийски, изпратен от папа Григорий I. Скоро Британия става мисионерски център и мисионери като Уилфрид, Вилиброрд, Лулус (Lullus) и Бонифаций покръстват своите саксонски роднини в Магна Германия.
В началото на V век гало-римските жители на Галия (съвременна Франция) са покорени от франките. Местните християни са подложени на преследвания, докато през 496 г. френският крал Хлодвиг I не преминава от езичеството в римокатолицизъм. Хлодвиг настоява неговите васали благородници да последват примера му, укрепвайки новоучреденото си кралство, като обединява религията на управляващите с тази на управляваните. След възхода на Франкското кралство и стабилизирането на политическите условия Западната църква засилва мисионерската си дейност като средство за успокояване на войнствените съседни народи, подкрепена от Меровингите. След като Вилиброрд основава църква в Утрехт, настъпва остра негативна реакция от страна на езическия фризийски крал Радбод, който разрушава много християнски средища между 716 и 719 година. През 717 г. английският мисионер Бонифаций е изпратен да помага на Вилиброрд, възстановява редица църкви във Фризия и продължава да мисионерства в Германия.

### Византийско иконоборство
След поредица от тежки военни обрати във войните срещу мюсюлманите, в началото на VIII век във Византия възниква движение срещу иконопочитанието – иконоборство. През 720-те години византийският император Лъв III Исавриец забранява изобразителното представяне на Христос, светците и библейските сцени. На Запад папа Григорий III провежда два синода в Рим и осъжда действията на Лъв. Византийският иконоборчески събор, проведен в Иерия през 754 г., постановява за еретични портретите на светии. Движението унищожава голяма част от ранното изкуство, свързано с християнската църква. По-късно иконоборческото движение е определено като еретично през 787 г. на Втория Никейски събор (седмият вселенски събор), но преживява кратко възраждане между 815 и 842 г.

## Развито средновековие (800 – 1299)

### Каролингски Ренесанс
Каролингският Ренесанс е период на интелектуално и културно възраждане на литературата, изкуствата и изучаването на религиозните писания в края на VIII и IX век, най-вече по време на управлението на франкските владетели Карл Велики и Лудвиг Благочестиви. За да се справи с проблемите на неграмотността сред духовниците и придворните писари, Карл Велики основава училища и привлича в своя двор най-учените мъже от цяла Европа.

### Нарастващо напрежение между Изтока и Запада
Напрежението в християнското единство започва да става очевидно през IV век. Открояват се два основни проблема: спорът за първенство на папата и богословските последици от добавката към Никейския символ на вярата, известна като филиокве. Тези доктринални въпроси са открито обсъдени за първи път при управлението на патриарх Фотий. Източните църкви възприемат претенцията на Рим за първенство на папата като пряко противоречие със съборната структура на Църквата и по този начин двете еклесиологии се оказват взаимно противоположни.
Вторият въпрос, превърнал се в основен дразнител за източния християнски свят, е постепенното въвеждане на Запад на добавката филиокве в Никейския символ на вярата – което означава „и Синът“ – например в „Светият Дух ... произтича от Отца и Сина“, където оригиналният символ на вярата, санкциониран от съборите и все още използван в източното православие, гласи просто „Светият Дух ... произтича от Отца“. Източната църква твърди, че фразата е била добавена едностранно и следователно неправомерно, тъй като Изтокът никога не е бил консултиран по въпроса. В допълнение към този еклесиологичен проблем, Източната църква смята клаузата филиокве за неприемлива и на догматични основания.

### Разкол на Фотий
През IX век противоречията между източното (византийско, гръцко православно) и западното (латинско, римокатолическо) християнство се засилва по повод реакцията на римския папа Йоан VII срещу назначаването на Фотий I за константинополски патриарх от византийския император Михаил III. Папата отказва да се извини на Фотий за предходни спорни въпроси между Изтока и Запада. На свой ред Фотий отказва да приеме върховенството на папата по източните въпроси или да приеме клаузата филокве. Латинската делегация на събора за неговото ръкополагане го притиска да приеме клаузата в замяна на тяхната подкрепа. Спорът включва и юрисдикцията върху българската църква. Фотий наистина прави отстъпка по въпроса за юрисдикционните права по отношение на България, а папските легати приемат връщането на България към Рим. Тази отстъпка обаче е чисто номинална, тъй като връщането на България към византийския обред през 870 г. вече е осигурило за нея автокефална църква. Без съгласието на Борис I от България, папството не е в състояние да удовлетвори нито едно от своите искания.

### Източно-западна схизма (1054)
Източно-западната схизма или Голямата схизма разделя християнската църква на западен (латински) и източен (гръцки) клонове, т.е. западен католицизъм и източно православие. Това е първото голямо разделение, откакто определени църкви на Изток отхвърлят постановленията на Халкидонския събор (вж. нехалкедонски църкви) и е далеч по-значимо. Макар обикновено да се датира през 1054 г., разколът всъщност е резултат от продължителен период на отчуждаване между Изтока и Запада, между гръцкото и латинското християнство поради приемането/неприемането на папското първенство и някои доктринални въпроси като филиокве, но се засилва допълнително от културните и езиковите различия.

### Монашеска реформа
След VI век повечето манастири на Запад са от бенедиктинския орден. Благодарение на строгото придържане към реформирано бенедиктинско управление, абатство Клюни става признат лидер на западното монашество около X век. Клюни създава подчинени манастири във вид на голяма федеративна структура, в която ръководителите на приорати служат като заместници на абата на Клюни и са му подчинени. Клюнийското движение оказва съживяващо влияние върху норманската църква, а разцветът му е между втората половина на X век и началото на XII век.
Следващата вълна на монашеска реформа идва с цистерцианското движение. Първото цистерцианско абатство е абатство Сито, основано през 1098 г. Основният стремеж на цистерцианците е завръщане към стриктното спазване на аскетичните бенеиктински правила, без разкоша, все по-възприеман от бенедиктинците. Най-забележителната черта в тяхната реформа е връщането към ръчния труд и особено към земеделската работа. Вдъхновени от Бернар от Клерво, главният им учител, цистерцианците се превръщат в основната движеща сила на технологичен напредък в средновековна Европа. Към края на XII век цистерцианските манастири наброяват 500, а в разцвета си през XV век орденът твърди, че има близо 750. Повечето от тях са построени в пустеещи земи и изиграват основна роля за култивирането на изолирани части на Европа.
Третото ниво на монашеска реформа е осъществено чрез установяването на просяшките ордени. Просяците-монаси живеят с традиционните обети за бедност, целомъдрие и послушание, но те наблягат на проповедите, мисионерската дейност и образованието в уединени манастири. Основан през XII век, францисканският орден е създаден от последователите на Франциск от Асизи, а след него доминиканският орден е основан от Свети Доминик.

### Борбата за инвеститура
Борбата за инвеститура или спорът относно това кой ще назначава епископите (инвеститура) е най-значимият конфликт между светските и религиозните власти в средновековна Европа. Започва през XI век между императора на Свещената Римска империя Хайнрих IV и папа Григорий VII. Краят на светската инвеститура заплашва да подкопае властта на императора и амбициите на благородниците. Ако има право да назначава епископите, което е пожизнено назначение, един владетел може по-добре да контролира своите поданици и приходи, в сравнение с контрола му над наследствените благородници. Нещо повече, той може да остави длъжността вакантна и да събира приходите, теоретично от името новия епископ, или пък да даде на епископството в знак на благодарност на услужлив благородник. Църквата иска да сложи край на тази и други злоупотреби, да реформира епископата и да осигури по-добри грижи за папството. Папа Григорий VII издава Dictatus Papae, в който заявява, че само папата може да назначава епископи. Отхвърлянето на документа от страна на Хайнрих IV води до отлъчването муот църквата и бунт сред неговите васали. В крайна сметка Хенри получава опрощение след като извършва драматично обществено покаяние в Каноса, въпреки че Големият саксонски бунт на германските му васали и борбата за инвеститурата продължават.
Подобен спор избухва в Англия между крал Хенри I и св. Анселм, архиепископ на Кентърбъри, относно инвеститурата и епископските вакантни места. Английският спор е разрешен от Конкордата в Лондон, 1107 г., където кралят се отказва от искането си да ръкополага епископи, но продължава да изисква от тях клетва за вярност. Това е частичен модел за по-късния Конкордат от Вормс (Pactum Calixtinum) с който спорният въпрос за инвеститурата е решен. Този компромис дава на светските власти известна степен на контрол, но предоставя избора на епископи на техните катедрални колегии. В знак на компромис, назначаването на епископи става, като светските власти връчват църковния жезъл, църковните власти съответно пръстена.

### Кръстоносни походи
Обикновено кръстоносните походи се отнасят до кампаниите в Светите земи, спонсорирани от папството срещу мюсюлманските сили. Има и други кръстоносни походи срещу ислямски сили в Южна Испания, Южна Италия и Сицилия, както и кампаниите на тевтонските рицари срещу езически крепости в Североизточна Европа. Няколко кръстоносни похода са проведени и вътре в християнския свят срещу групи, които са смятани за еретични и схизматични.
Светите земи са част от Римската империя, а оттам и от Византийската империя до арабските завоевания от VII и VIII век. Когато в Сирия се настаняват арабите, на християните обикновено е било разрешавано да извършват поклонение на Божи гроб до 1071 г., когато районът е завладян от селджуците. Те прекратяват достъпа до Йерусалим и агресивно нападат и отнемат византийски територии, като удържат голяма победа в битката при Манцикерт. Император Алексий I иска помощ от папа Урбан II срещу ислямската агресия. Вероятно очаква финансова подкрепа, за да подсили войските си с наемници. Вместо това Урбан II призовава християнството на кръстоносен поход на събора в Клермон на 27 ноември 1095 г., съчетавайки идеята за поклонничество с идеята за водене на свещена война срещу неверниците.
Първият кръстоносен поход превзема Едеса (1098), Антиохия (1099), а след това и Йерусалим. В Леванта са основани феодални кръстоносни държави, задържали се няколко века. В тях франките са малцинство и живеят основно в градовете, като селското население е смесено: християни и мюсюлмани, говорещи арабски, гръцки и сирийски. Двете общности имат различни административни и религиозни системи. Вторият кръстоносен поход е свикан през 1145 г., когато Едеса е превзета от ислямските сили. Йерусалим се държи до 1187 г., когато е покорен от Саладин. Затова е свикан Трети кръстоносен поход, станал известен с битките между Ричард Лъвското сърце и Саладин. Четвъртият кръстоносен поход, започнат от Инокентий III през 1202 г., възнамерява да си върне Светите земи, но скоро е отклонен от венецианците, които използваха кръстоносците, за да разграбят християнския град Зара. Когато кръстоносците пристигат в Константинопол, те се обръщат срещу Византия, разграбват града, покоряват и други части на Мала Азия и създават Латинската империя в Гърция и Мала Азия. Това на практика е последният кръстоносен поход, спонсориран от папството, като по-късните кръстоносни походи са спонсорирани от отделни лица.
Кръстоносните походи в Светите земи в крайна сметка не успяват да установят постоянни християнски държави. Ислямската експанзия заплашва Европа в продължение на векове, завършвайки с кампаниите на Сюлейман Великолепни през XVI век. Кръстоносните походи в Южна Испания (Реконкиста), Южна Италия и Сицилия в крайна сметка водят до прогонване на арабите от Европа. Тевтонските рицари разширяват обхвата на християнството в Източна Европа. Има също така кръстоносни походи срещу еретици в рамките на християнския свят, като Албигойския кръстоносен поход, и те постигат целта си да поддържат доктриналното единство.

### Средновековна инквизиция
Средновековната инквизиция е поредица от органи на Римокатолическата църква, натоварени с наказване на ереста. Създаването им започва от около 1184 г., включително епископската инквизиция (1184–1230-те) и по-късно папската инквизиция (1230-те). Това става в отговор на възникнали движения в Европа, считани за вероотстъпнически или еретични спрямо западния католицизъм. Такива са по-специално катарите и валденсите в Южна Франция и Северна Италия. Инквизициите в комбинация с Албигойския кръстоносен поход са доста успешни в унищожаването на ересите.

### Разпространение на християнството
Покръстването на Скандинавия започва по инициатива на Ансгар, архиепископ на Бремен, наричан „Апостол на Севера“. Той е франк, роден в Амиен, и е изпратен с група монаси като мисионер в Ютланд около 820 г. по време на управлението на крал Харалд Клак. Мисията успява само частично и след две години Ансгар се завръща в Германия. През 829 г. Ансгар заминава за град Бирка, разположен на шведското езеро Меларени през 831 г. там се сформира малка християнска конгрегация. Покръстването на шведите обаче върви бавно и скандинавските земи са изцяло християнски едва при управлението на Кнут Велики в Дания и Олаф I в Норвегия в годините след 1000 г.
Разпространението на християнството сред славяните е инициирано от един от най-учените църковници на Византия – патриарх Фотий I Константинополски. Византийският император Михаил III изпраща Кирил и Методий във Великоморавия по молба на крал Ростислав, който иска християнски мисионери, които да извършват богослужение на моравски език. Двамата братя говорят местния славянски народен език и превеждат Библията и много от молитвениците. Тъй като подготвените от тях преводи са копирани от носители на други диалекти, е създаден хибридният литературен старобългарски език, който по-късно еволюира в църковнославянски и е общ литургичен език, който все още се използва от Руската православна църква и други славянски православни християни. Методий продължава мисията си и покръства сърбите.
България е езическа страна от създаването си през 681 г. до 864 г., когато цар Борис I приема християнството. Причините за това решение са сложни; най-важните фактори са, че България се намира между две мощни християнски империи, Византия и Източнофранкското кралство; Християнската доктрина особено благоприятства позицията на монарха като Божи представител на Земята, докато Борис го вижда също като начин за преодоляване на различията между българи и славяни. България е официално призната за патриаршия от Константинопол през 927 г., Сърбия през 1346 г. и Русия през 1589 г. Всички тези нации обаче са покръстени много преди тези дати.

## Късно средновековие и Ранен ренесанс (1300 – 1520)

### Авиньонското папство и западната схизма
Авиньонското папство, понякога наричано Вавилонски плен, е периодът от 1309 до 1378 г., през който седем папи пребивават в Авиньон, в днешна Франция. През 1309 г. папа Климент V се премества в Авиньон в Южна Франция. Объркването и политическата вражда нарастват, тъй като престижът и влиянието на Рим без понтифик намаляват. Проблемите достигат своя връх през 1378 г., когато папа Григорий XI умира по време на посещение в Рим. В Рим се събира конклав и избира за папа италианеца Урбан VI. Скоро Урбан започва да пренебрегва френските кардинали и те провеждат втори конклав, на който избират антипапа – Робер от Женева – за да наследи Григорий XI, давайки начало на Западната схизма.

### Критика на корупцията в църквата
Джон Уиклиф, английски духовник и предполагаем еретик, известен най-вече с изобличаването на корупцията на Църквата, е предшественик на протестантската реформация. Той изнася изобличително-нападателни проповеди против папството, подчертава върховенството на Библията и призовава за директна връзка между Бог и човешката личност, без намесата на свещеници и епископи. Неговите последователи изиграват роля в английската реформация. Ян Хус, чешки богослов, попада в Прага под влиянието на идеите на Уиклиф и се обявява срещу корупцията, която вижда в Църквата. Той е предшественик на протестантската реформация и неговото учение се превръща в мощно движение в Бохемия. Констанцкият събор в продължение на 4 години обсъжда много църковни и доктринални въпроси, в частност папската схизма и възстановявав единството на църквата. Съборът осъжда възгледите на Джон Уиклиф и Ян Хус, който загива на кладата.

### Ренесансът и църквата
Ренесансът е период на големи културни промени и постижения, белязан в Италия от увеличаване на богатството чрез търговия и разцвет на изкуствата. Град Рим, папството и папските държави са силно засегнати от Ренесанса. От една страна, това е време на голямо художествено меценат|ство и архитектурно великолепие, когато Църквата прави поръчки на художници като Микеланджело, Брунелески, Браманте, Рафаел, Фра Анджелико, Донатело и да Винчи. От друга страна, богатите италиански семейства често осигуряват църсовни постове, включително и папския, за собствените си членове, някои от които са известни с неморалност, като Александър VI и Сикст IV.
Освен че оглавява Църквата, папата се превръща в един от най-важните светски владетели в Италия, а папи като Юлий II често водят агресивна външна политика за защита и разширяване на контролираните територии. Освен това папите, в дух на конкуренция с други италиански владетели, харчат щедро както за частни цели, така и за обществени дейности, ремонт или изграждане на църкви, мостове и великолепна система от акведукти в Рим, които функционират и до днес.

### Падане на Константинопол
През 1453 г. Константинопол пада под властта на Османската империя. Източните християни, бягащи от Константинопол, и гръцките ръкописи, които носят със себе си, са един от факторите, които предизвикват литературния ренесанс на Запад по това време. Османското правителство прилага ислямското законодателство по отношение на покореното население. То е разделено на правоверни и неверници, включени в законово признати религиозни общности (миллети). Християните са официално толерирани като „хора от Книгата“. Каноничната и йерархичната организация на християнската Църква не са нарушени значително и нейното управление продължава да функционира. Едно от първите неща, които Мехмед Завоевателят прави, е да позволи на Църквата да избере нов патриарх, Генадий II Схоларий. Обаче тези права и привилегии, включително свободата на изповеданията и религиозната организация, често се установяват само по принцип и рядко отговарят на действителността. Християните са дчитани като граждани от втора класа и правната им защита е подчинена на прищявките на султана и Високата порта. Забележителни религиозни структури като Света София и Партенонът, които в продължение на почти хилядолетие са били християнски църкви, са превърнати в джамии. Яростните преследвания на християните не са рядкост и достигат своя връх в провеждането на държавен геноцид срещу арменци, асирийци и гърци.

## Начало на Новото време (до около 1750)

### Реформация
В началото на 16 век богословите Мартин Лутер и Улрих Цвингли, заедно с много други, правят опити да реформират Църквата. Те смятат, че коренът на корупцията е доктринален, а не просто въпрос на морална слабост или липса на църковна дисциплина, и по този начин се застъпват за Божия автономия в изкуплението и срещу волунтаристките идеи, че спасението може да бъде спечелено от хората. Обикновено се счита, че Реформацията започнва с публикуването на Деветдесет и петте тезиса от Лутер през 1517 г., въпреки че разкол настъпва едва след приемането на Вормския едикт от Вормския райхстаг през 1521 г. Едиктът осъжда Лутер и официално забранява на гражданите на Свещената Римска империя да подкрепят или разпространяват неговите идеи. Мнозинството католици на имперското събрание в град Шпайер през 1529 г. обаче се обявяват против решението, което потвърждава Вормския едикт и разпорежда запор на цялото имущество, притежавано от лица, виновни в пропагандирането на лутеранството., от което следва истинския разкол.
Думата протестант произлиза от латинското protestatio, (декларация) и се отнася до протестното писмо от лутеранските князе срещу решението на Шпайерския Райхстаг. Терминът „протестант“ първоначално не се използва от лидерите на Реформацията; вместо това те наричат сами себе си „евангелисти“, подчертавайки „завръщането към истинското евангелие (гръцки: euangelion)“.
Ранните протести са срещу корупционни практики като симонията, заемането едновременно на множество църковни служби от едно лице, разпределянето на епископските вакантни места и продажбата на индулгенции. Протестантската позиция включва и sola scriptura, sola fide, свещеничество на всички вярващи, връзката между Божия закон и Евангелието и доктрината за двете царства. Трите най-важни течения, които възникват директно от Реформацията, са лутеранството, калвинизмът (реформаторстко християнство) и англиканството, въпреки че последната група се идентифицира и като „реформирана“, и „католическа“, а някои подгрупи изобщо отхвърлят тази класификация.
За разлика от други реформаторски движения, английската реформация започва по кралско желание. Хенри VIII се смята за напълно католически крал и през 1521 г. защитава папството срещу Лутер в поръчана от него книга, озаглавена „Защитата на седемте тайнства“, за което папа Лъв X му присъжда титлата Fidei Defensor (Защитник на вярата). Кралят обаче влезе в конфликт с папството, когато пожелава да анулира брака си с Катерина Арагонска, за което се нуждае от папска санкция. Катерина, освен всичко друго, е и леля на император Карл V, най-значителният светски поддръжник на папството. Последвалият спор в крайна сметка води до разрив с Рим и самообявяването на краля на Англия за глава на Английската църква, която се възприема като протестантска църква, движеща се по среден път между лутеранството и реформаторското християнство, но клоняща повече към последното. След това Англия преживява периоди на реформи, а също и Контрареформация. Монарси като Едуард VI, лейди Джейн Грей, Мери I, Елизабет I и архиепископи на Кентърбъри като Томас Кранмър и Уилям Лод в течение на само на няколко поколения тласкат Английската църква в различни посоки. В резултат се появява религиозното споразумение на Елизабет I, протестантството се превръща в държавна религия и се установява нова форма на богослужение. Английската държавна църква се смята за „реформирана“ и „католическа“, но не и за „римска“. Появяват се и други неофициални по-радикални движения като пуританите. По отношение на политиката, английската Реформация включва осъждане за ерес, изселване на римокатолическото население в Испания и други римокатолически земи, както и цензура и забрана на книги.

### Контрареформация
Контрареформацията е отговорът на католическата църква на протестантската Реформация. По отношение на срещи и документи той се състоеше от Confutatio Augustana, Трентския съвет, Римския катехизис и Defensio Tridentinæ fidei. По отношение на политики Контрареформацията включваше осъждане за ерес, изселване на протестантско население (хугеноти) от католически земи, изземване на деца от техните протестантски родители за институционализирано католическо възпитание, поредица от войни, Индекс на забранените книги (Index Librorum Prohibitorum) и испанската инквизиция.
Въпреки че в опит да се намали влиянието им протестантите са отлъчени, те продължават да са преследвани, което кара някои да живеят като криптопротестанти (наричани също никодемити), противно на наставленията на Жан Калвин, който препоръчва да изповядват вярата си открито. Криптопротестанти съществуват до 19 век в Латинска Америка.
На Трентския събор (1545 – 1563) по инициатива на папа Павел III са разгледани въпроси на някои църковни корупционни практики като симония, отсъствия от работа, непотизъм, провеждането на множество църковни служби от едно лице, както и други злоупотреби. Той потвърждава традиционните практики и доктрини на Църквата като епископската структура, духовния целибат, седемте тайнства, транссубстанциацията (вярата, че по време на литургията осветените хляб и вино наистина се превръщат в тяло и кръв на Христос), почитането на реликви, икони и светии (особено на Пресвета Дева Мария), необходимостта както от вяра, така и от добри дела за спасение, съществуването на чистилището и издаването (но не и продажбата) на индулгенции. С други думи, всички протестантски доктринални възражения и промени са безкомпромисно отхвърлени. Съборът също така насърчава образованието на енорийските свещеници, за да могат да увеличат грижите си за паството. Миланският архиепископ Карло Боромео установява модел за подражание, като лично посещава дори най-отдалечените енории. С цел възстановяване на католицизма се прави опит да се централизира властта в църквата, и се вземат антикорупционни мерки, мерки да се сплоти духовенството и да се засили просветата. Основан е орденът на йезуитите, създадени са семинарии, потвърдени са традиционните доктрини. Появяват се нови религиозни ордени, насочени към моралните реформи и нова мисионерска дейност. Последица от това е развитието на нови, все още ортодоксални форми на духовност, като тази на испанските мистици и френската духовна школа.
Католическите мисии се отправят към нови места, станали известни с Великите географски открития, а Римокатолическата църква изпраща множество мисионери в Америка.

### Съдът над Галилей
Конфликтът на Галилео Галилей с Римокатолическата църква често се смята за определящ момент в историята на отношенията между религия и наука. През 1610 г. Галилей публикува своя Sidereus Nuncius (Звезден пратеник), описвайки изненадващите наблюдения, които е направил с новия си телескоп. Тези и други открития разкриват големите трудности при изучавнето на небесата, които се срещат от античността, и предизвикват нов интерес към радикални нови учения като хелиоцентричната теория на Николай Коперник. В отговор на неговите твърдения, че Земята се върти, а Слънцето е неподвижно, много духовници ги обьвяват за ерес, тъй като противоречат на някои разкази, дадени в Библията. Участието на Галилей в спорове върху въпроси от теологията, астрономията и философията завършва пред съда на Инквизицията поради сериозно подозрение за ерес и присъдата му през 1633 г.

### Пуританите в Северна Америка
Най-известната колонизация от протестанти в Новия свят е тази на английските пуритани в Северна Америка. За разлика от испанските или френските, английските колонисти полагат изненадващо малко усилия да евангелизират местните народи. Пуританите или пилигримите напускат Англия, за да могат да живеят нов живот, като пуританизмът е установен като изключителна религия. Когато напускат Англия поради преследванията, повечето пуритани първоначално се установяват в Нидерландия, но намират условията неприемливи, защото там държавата не прилага строга религиозната практика, и затова тръгват към Новия Свят с надежди за пуританска утопия.

## Късно Ново време (средата на XVIII – XX век)
Ревайвълизмът се отнася до калвинисткото и уеслианско възраждане в Северна Америка, наречено Голямото пробуждане, породило евангелски конгрегационалистки, презвитериански, баптистки и нови методистки църкви. Това движение, свързано с протестантството, възниква през XVIII век като отговор на превръщането на христианството в официално морално учение. Главна негова особеност е акцентирането върху индивидуалното религиозно изживяване, личната среща с Бог и приближаващото Второ пришествие.

### Големите пробуждания в Северна Америка
Първото голямо пробуждане е вълна от религиозен ентусиазъм сред протестантите в американските колонии в периода 1730 – 1740, при която се подчертават традиционните реформаторски добродетели на Божията проповед, опростената литургия и дълбокото чувство за лична вина и търсене на изкупление. Историкът Сидни Е. Алстрьом го възприема като част от „голямо международно протестантско възродително движение“, което създава също пиетизъм в Германия, евангелизъм и методизъм в Англия. Движението се концентрира върху възраждането на духовността на установените конгрегации и засяга най-вече конгрегационната, презвитерианската, холандската реформаторска, германската реформаторска, баптистката и методистката църкви, като същевременно се разпространява и сред робите. Второто голямо пробуждане (1800–1830-те години), за разлика от първото, се фокусира върху нерелигиозните и се стреми да им внуши дълбоко чувство за постигане на лично спасение, например както правят събиранията на ревайвълистите (съживителите). То също така дава началото на групи като мормоните, движението за религиозно възстановяване (реставрационизъм) и движението за святост. Третото голямо пробуждане започва от 1857 г. и е най-забележително с това, че се разпространява по целия свят, особено в англоговорещите страни. Последната група, излязла от „големите пробуждания“ в Северна Америка, е петдесятничеството, което произхожда от движенията на методистите, уеслианците и светостта и е основано през 1906 г. в Лос Анджелис. Петдесетничеството по-късно ще доведе до харизматичното движение.

### Реставрационизъм
Реставрационизмът проповядва убеждението, че трябва да бъде възстановена по-чистата форма на християнството, като като модел се използва ранната църква.:с. 635:с. 217 В много случаи реставрационистите вярват, че съвременното християнство, във всичките му форми, се е отклонило от истинското, оригинално християнство, което те се опитват да „реконструират“, често използвайки книгата на Деянията като „ръководство“. Реставрационистите обикновено не описват себе си като „реформатори“ на християнската църква, съществуваща непрекъснато от времето на Исус, а като възстановители на Църквата, която според тях в даден момент е била загубена. „Реставрационизъм“ често се използва за описание на Движението за възстановяване на Стоун-Кембъл.
Терминът „реставрационизъм“ се използва и за описание на движението Свидетели на Йехова, основано в края на 70-те години от Чарлз Тейз Ръсел. Терминът може да се използва и за описание на движението „светии от последните дни“, включително Църквата на Исус Христос на светиите от последните дни, Реорганизираната църква на Исус Христос на светиите от последните дни и много други подобни секти. Светиите от последните дни, известни още като мормони, вярват, че Джоузеф Смит е избран да възстанови първоначалната организация, създадена от Исус, „в нейната пълнота“, вместо да реформира църквата.

### Източно православие
Руската православна църква заема привилегировано положение в Руската империя, което намира израз в девиза на късната империя от 1833 г.: „Православие, самодържавие и популизъм“. Независимо от това, църковната реформа на Петър I в началото на XVII век поставя клира под контрола на царя. Светият синод, управлявал Руската църква между 1721 и 1918 г., се ръководи от екзарх (Патриарший местоблюститель), назначен от царя. Църквата се включва в различните кампании за русификация на неруското население и е обвинявана в съучастие в проявите на руски антисемитизъм въпреки липсата на официална позиция спрямо юдаизма.

### Тенденции в християнското богословие
Либералното християнство, понякога наричано либерално богословие, е общ термин, обхващащ разнообразни философски и религиозни движения и настроения в рамките на християнството в края на 18, 19 и 20 век. Думата „либерал“ в либералното християнство не се отнася до лява политическа програма или набор от вярвания, а по-скоро до свободата на диалектическия процес, свързан с континенталната философия и други философски и религиозни парадигми, разработени през епохата на Просвещението.
Фундаменталисткото християнство е движение, възникнало предимно в рамките на британското и американското протестантство в края на 19 век и началото на 20 век в отговор на модернизма и някои либерални протестантски групи, които отричат доктрините, считани за основни за християнството, но все още се наричат „християни“. По този начин фундаментализмът се стреми да възстанови принципите, които не могат да бъдат отречени без отказ от християнска идентичност, „основите“: непогрешимостта на Библията, Sola Scriptura, Дева Мария, Исус, доктрината за заместващо изкупление, телесното Възкресение на Исус, и предстоящото завръщане на Исус Христос.

### При комунизма и нацизма
Болшевиките и другите руски революционери разглеждат Църквата, също както и царската държава, като враг на народа. След 1917 г. критиката на атеизма е строго забранена и понякога води до затвор. Правителствените действия срещу православни свещеници и вярващи включват изтезания, изпращане в затворнически лагери, трудови лагери или психиатрични болници, както и екзекуции.
През първите пет години след болшевишката революция са екзекутирани 28 епископи и 1200 свещеници. Това включва аристократи като великата херцогиня Елисавета Фьодоровна, която тогава е монахиня. Екзекутирани заедно с нея са: великият херцог Сергей Михайлович Романов; князете Иван Константинович, Константин Константинович, Игор Константинович и Владимир Павлович Палей; секретарят на великия херцог Сергей Фьодор Ремез и Варвара Яковлева, сестра от манастира на великата херцогиня Елисавета.
При държавния атеизъм на страните от Източния блок християните от много деноминации са преследвани, като много църкви и манастири са унищожени, а членове на клира екзекутирани. В СССР Руската църква е подложена на преследване. Държавният атеизъм прониква всички сфери на живота. Духовниците са арестувани, затваряни, интернирани и екзекутирани. Гласът на Църквата е заглушен
Положението на християните по време на нацизма, е изключително сложно. Папа Пий XI декларира – Mit brennender Sorge – че фашистките правителства имат скрити „езически намерения“ и изразява непримиримостта на католическата позиция към тоталитарната фашистка държава, която поставя нацията над Бога, основните човешки права и достойнството. Декларацията му, че „духовно [християните] всички са семити“, подтиква нацистите да му дадат прозвището „Главен равин на християнския свят“.
В концентрационните лагери католическите свещеници биват екзекутирани заедно с евреите; например 2600 католически свещеници са затворени в Дахау и 2000 от тях са екзекутирани (вж. Priesterblock). Още 2700 полски свещеници са екзекутирани (една четвърт от всички полски свещеници), а 5350 полски монахини са разселени, затворени или екзекутирани. Много католически миряни и духовници изиграват забележителни роли в подслона на евреи по време Холокоста, включително папа Пий XII. Главният равин на Рим приема католицизма през 1945 г. и приема името Eugenio (първото име на папата) в чест на действията, които папата предприема за спасяване на евреите. Бивш израелски консул в Италия твърди: „Католическата църква е спасила повече еврейски животи по време на войната, отколкото всички останали църкви, религиозни институции и спасителни организации, взети заедно.“

## Съвременно християнство

### Втори Ватикански събор
На 11 октомври 1962 г. папа Йоан XXIII открива Втория Ватикански събор, 21-вия вселенски събор на католическата църква. Съборът има „пастирски“ характер, тълкува догмата от гледна точка на нейните корени от Писанията, преразглежда литургичните практики и предоставя насоки за формулиране на традиционните църковни учения на съвременен език. Съборът е може би най-известен с инструкциите си, че литургията може да се отслужва на народния език, както и на латински.

### Икуменизъм
Икуменизмът най-общо се отнася до движения между християнски групи за постигане на единство чрез диалог. Икуменизмът произлиза на старогръцки: οἰκουμένη (oikoumene), което означава „обитаван свят“, но по-фигуративно е нещо като „универсално единство“. Движението може да се разграничи на католическо и протестантско движение, като последното се характеризира с предефинирана еклезиология на „деноминационализма“ (която католическата църква отхвърля).
През последния век са предприети действия за примиряване на разкола между католическата църква и източните православни църкви. Въпреки че е постигнат напредък, опасенията относно папския примат и независимостта на по-малките православни църкви блокират окончателното разрешаване на схизмата. На 30 ноември 1894 г. папа Лъв XIII публикува Orientalium Dignitas. На 7 декември 1965 г. е издадена Съвместна католико-православна декларация на папа Павел VI и Вселенския патриарх Атинагор I, отменяща взаимните отлъчвания от 1054 г.
Някои от най-трудните въпроси в отношенията с древните източни църкви се отнасят до някоя доктрина (т.е. филиокве, схоластика, функционални цели на аскетизма, същността на Бог, исихазъм, четвърти кръстоносен поход, създаването на Латинската империя, униатство и др.), както и практически въпроси като конкретното упражняване на претенцията за папския примат и как да се гарантира, че църковният съюз няма да означава просто поглъщане на по-малките църкви от латинския компонент на много по-голямата католическа църква (най-многобройната единична религиозна деноминация в света) и обезличаване или изоставяне на собственото им богато богословско, литургично и културно наследство .

### Петдесятническо движение
В отговор на тези развития протестантският фундаментализъм е движение за отхвърляне на радикалните влияния на философския хуманизъм, доколкото това засяга християнската религия. Той се възпротивява особено на критичния подход към тълкуването на Библията и се опитва да блокира проникването на атеистични научни предположения. Фундаменталистите се появяват в различни деноминации и като многобройни независими движения на съпротива срещу отдалечаването от историческото християнство. С течение на времето фундаменталисткото евангелско движение се разделя на две основни крила, като етикетът „фундаменталистки“ касае само единия клон, докато евангелизмът става предпочитано знаме на по-умереното движение петдесятничество. Въпреки че и двете движения произхождат предимно от англоговорещия свят, по-голямата част от евангелистите сега живеят навсякъде по света.